# Seznam opernih skladateljev
Seznam opernih skladateljev.
- Béla Bartók
- Ludwig van Beethoven
- Vincenzo Bellini
- Alban Berg
- Hector Berlioz
- Leonard Bernstein
- Georges Bizet
- Aleksander Borodin
- Rutland Boughton
- Benjamin Britten
- Gustave Charpentier
- Claude Debussy
- Ignacy Dobrzyński
- Gaetano Donizetti
- Nicola Fago
- Raoul Gehringer
- George Gershwin
- François Auguste Gevaert
- Christoph Willibald Gluck
- Charles Gounod
- Daron Hagen
- George Frideric Handel
- Joseph Haydn
- Leoš Janaček
- Ruggiero Leoncavallo
- Andrea Luchesi
- Jean-Baptiste Lully
- Pietro Mascagni
- Jules Massenet
- Gian Carlo Menotti
- Giacomo Meyerbeer
- Miki Minoru
- Modest Petrovič Musorgski
- Claudio Monteverdi
- Wolfgang Amadeus Mozart
- Josef Mysliveček
- Marţian Negrea
- Václav Nelhýbel
- Olga Neuwirth
- Jacques Offenbach
- Horatio Parker
- Giovanni Pescetti
- Gabriel Pierné
- Francis Poulenc
- Sergej Prokofjev
- Giacomo Puccini
- Henry Purcell
- Jean-Philippe Rameau
- Nikolaj Rimski-Korsakov
- Gioacchino Rossini
- Camille Saint-Saëns
- Giuseppe Sarti
- Antonio Salieri
- Alessandro Scarlatti
- Arnold Schoenberg
- Dmitrij Šostakovič
- Robert Steadman
- Richard Strauss
- Igor Stravinski
- Peter Iljič Čajkovski
- Giuseppe Verdi
- Richard Wagner
- Carl Maria von Weber
- Kurt Weill